# Châteaudun
Châteaudun ist eine französische Stadt mit 12.898 Einwohnern (Stand 1. Januar 2022) im Département Eure-et-Loir in der Region Centre-Val de Loire; sie ist Verwaltungssitz des Arrondissements Châteaudun. Die Einwohner werden „Dunois“ genannt.

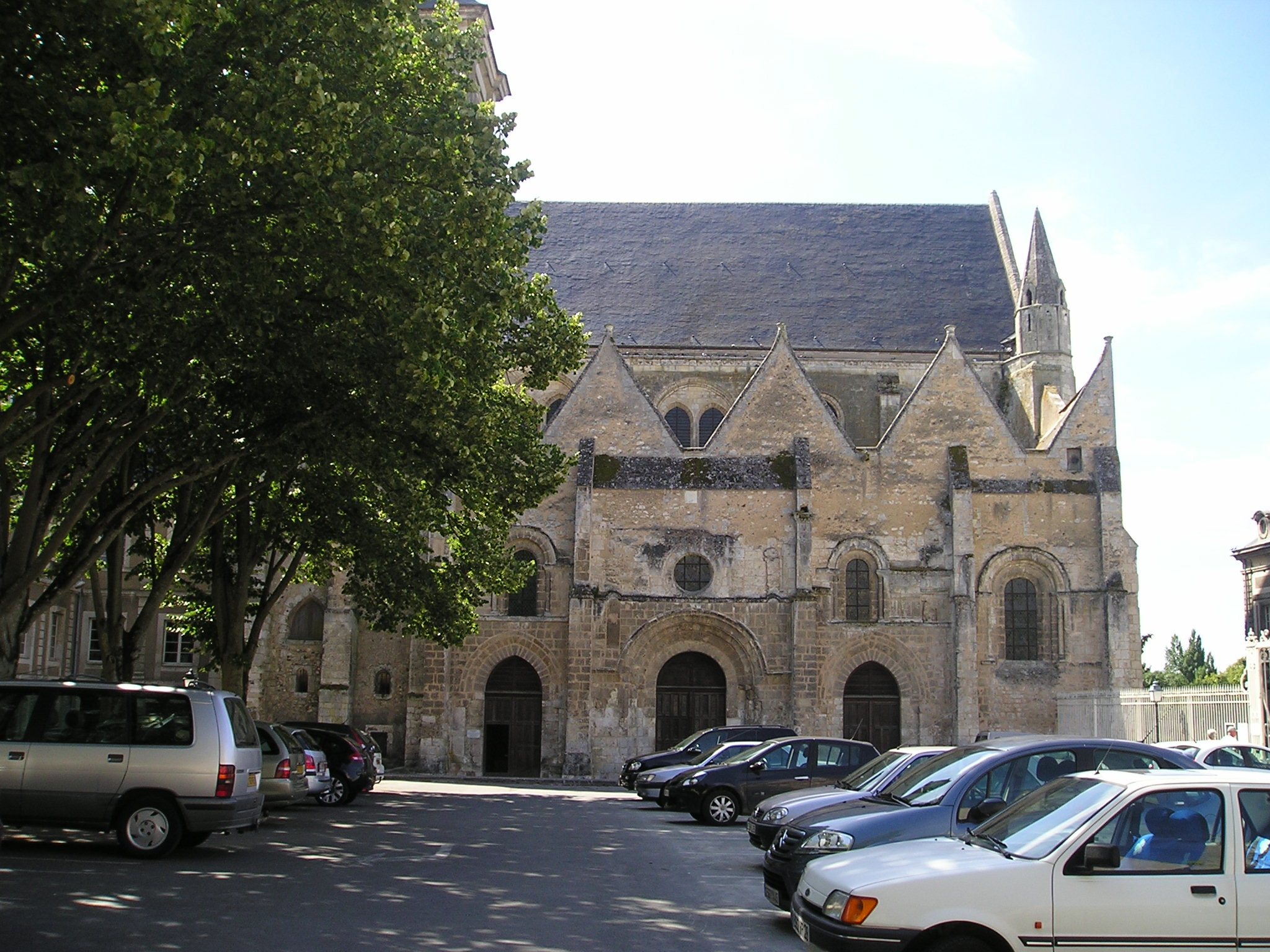
Kirche Sainte-Madeleine

## Geschichte
Châteaudun war im Mittelalter als Hauptstadt der Grafschaft Châteaudun im Besitz der Grafen von Blois, die hier den Vizegrafen von Châteaudun eingesetzt hatten. Im 15. Jahrhundert war Châteaudun Hauptort der Grafschaft Dunois, die aus der Vizegrafschaft hervorgegangen war.
Nach einem Brand im Jahr 1723 wurde die Neustadt um den Rathausplatz von Jules Hardouin-Mansart neu angelegt.
Im Deutsch-Französischen Krieg wurde die Stadt in der Schlacht bei Châteaudun angegriffen. Am 18. Oktober 1870 eroberten preußische Truppen der 22. Division die Stadt. Beim anschließenden Häuserkampf mit den Francs-tireurs wurde sie erheblich beschädigt. Viele Häuser wurden auch nach Abschluss der Kämpfe absichtlich in Brand gesetzt.

### Bevölkerungsentwicklung
| Jahr                       | 1962   | 1968   | 1975   | 1982   | 1990   | 1999   | 2006   | 2018   |
| Einwohner                  | 11.982 | 14.450 | 15.338 | 15.319 | 14.511 | 14.543 | 13.955 | 13.078 |
| Quellen: Cassini und INSEE |        |        |        |        |        |        |        |        |

## Wirtschaft
- Angesiedelte Unternehmen: Nortel, Paulstra
- Militärflugplatz Châteaudun

## Sehenswürdigkeiten
- Schloss Châteaudun (12.–16. Jahrhundert)
- Kirche Saint-Valérien
- Ehemalige Abteikirche Sainte-Madeleine, teilweise romanisch
- Altstadt (les vieux quartiers) mit Renaissance-Häusern
- Ruinen der Kirche Saint-Lubin
- Musée des Beaux-Arts et d’Histoire Naturelle (Museum der Schönen Künste und der Naturgeschichte) mit urgeschichtlichen, ägyptischen und mittelalterlichen Exponaten sowie einer großen Sammlung von Vögeln
- Grottes du Foulon, die Grotten von Foulon

## Städtepartnerschaften
- Arklow, Irland
- Cap-de-la-Madeleine, Kanada
- Kroměříž, Tschechien
- Marchena, Spanien
- Schweinfurt, Deutschland

## Persönlichkeiten
- François d’Orléans-Longueville, marquis de Rothelin (1513–1548), Adliger und Militär
- Antoine de La Faye (1540–1615), evangelischer Geistlicher und Rektor der Universität Genf
- Pierre Guédron (um 1570–nach 1620), Sänger und Komponist
- Jean Grancolas (1660–1732), Theologe
- Edgard Boutaric (1829–1877), Historiker
- Jules Péan (1830–1898), Chirurg
- Roger Masson (1923–2014), Automobilrennfahrer und Landwirt
- Christophe Lavainne (* 1963), Radrennfahrer
- Romain Feillu (* 1984), Radrennfahrer
- Brice Feillu (* 1985), Radrennfahrer
- Christophe Ferré, Schriftsteller, hat einen Teil seiner Kindheit in Châteaudun verbracht